# Burgstall Heimen
Der Burgstall Heimen bezeichnet eine abgegangene mittelalterliche Höhenburg etwa 650 Meter südlich Kirche in Opfenbach, nördlich des Weilers Heimen, einem heutigen Ortsteil der Gemeinde Opfenbach                 im Landkreis Lindau (Bodensee) in Bayern.
Als Besitzer der 1398 erwähnten Burg werden die Herren von Schrundholz und die
Familie von Hochdorf genannt. Um 1437 wurde die Burg zerstört.
Von der ehemaligen Burganlage ist nur der Burghügel erhalten. Ein Gedenkstein (D-7-76-122-11) von 1938 erinnert an die Burgstelle. Das gesamte Burgareal wurde als Bodendenkmal (D-7-8325-0003) unter Schutz gestellt.